# 지사토촌 (오사카부)
지사토촌(일본어: 千里村)은 일본 오사카부 미시마군에 설치되었던 촌이다. 현재의 스이타시에 해당한다.

## 역사
- 1889년 4월 1일 - 정촌제 시행에 의해 시마시모군 지사토촌이 성립하였다.
- 1896년 4월 1일 - 미시마군이 성립해, 소속이 변경되었다.
- 1940년 4월 1일 - 스이타정, 기시베촌, 도요노군 도요쓰촌과 합병해 스이타시가 성립하여, 동일 지사토촌은 폐지되었다.

## 참고문헌
- 人事興信所編『人事興信録 第12版 下』人事興信所、1940年。
- 『가도카와 일본 지명 대사전 27 大阪府』。